# Taciszów
Taciszów (niem. Tatischau) – wieś sołecka w Polsce położona w województwie śląskim, w powiecie gliwickim, w gminie Rudziniec.
W Taciszowie znajduje się stacja kolejowa Taciszów oraz przystanek autobusowy. Wieś jest siedzibą katolickiej Parafii św. Józefa Robotnika oraz wspólnoty zakonnej Kamilianów.

## Nazwa
W księdze łacińskiej Liber fundationis episcopatus Vratislaviensis (pol. Księga uposażeń biskupstwa wrocławskiego) spisanej za czasów biskupa Henryka z Wierzbna w latach 1295–1305 miejscowość wymieniona jest w zlatynizowanej formie Taczisow.

## Historia
Wieś lokowana w 1305 roku. W latach 1975–1998 miejscowość administracyjnie należała do województwa katowickiego.
Od lat 50. XX w. działa we wsi zasłużona ludwisarnia, prowadzona dziś przez Bogdę i Zbigniewa Felczyńskich. Firma jest kontynuatorką zakładu odlewniczego, założonego przez Michała Felczyńskiego w Kałuszu niedaleko Lwowa. Aktualnie (2. dekada XXI w.) produkuje rocznie około 100 dzwonów, głównie w wielkościach od 100 kg do 2,5 tony. Trafiają do kilkudziesięciu krajów na wszystkich kontynentach.

## Turystyka
Przez wieś przebiegają szlaki turystyczne:
- – Szlak Ziemi Gliwickiej
- – Szlak Okrężny Wokół Gliwic